# Georgia Taylor
Georgia Taylor, nata Claire Marie Jackson (Wigan, 26 febbraio 1980), è un'attrice britannica.

## Filmografia parziale

### Cinema
- The History Boys, regia di Nicholas Hytner (2006)
- La rapina perfetta (The Bank Job), regia di Roger Donaldson (2008)

### Televisione
- Blackpool - miniserie TV, 6 episodi (2004)
- Viva Blackpool - film TV (2006)
- Casualty - serie TV, 176 episodi (2007-2011)
- Law & Order: UK - serie TV, 14 episodi (2013-2014)
- Coronation Street - serie TV, 1220 episodi (1997-2003, 2016-in corso)

## Premi
- British Soap Awards
  - 2001: "British Soap Award for Best Dramatic Performance" (Coronation Street)